# تسوجيغيري

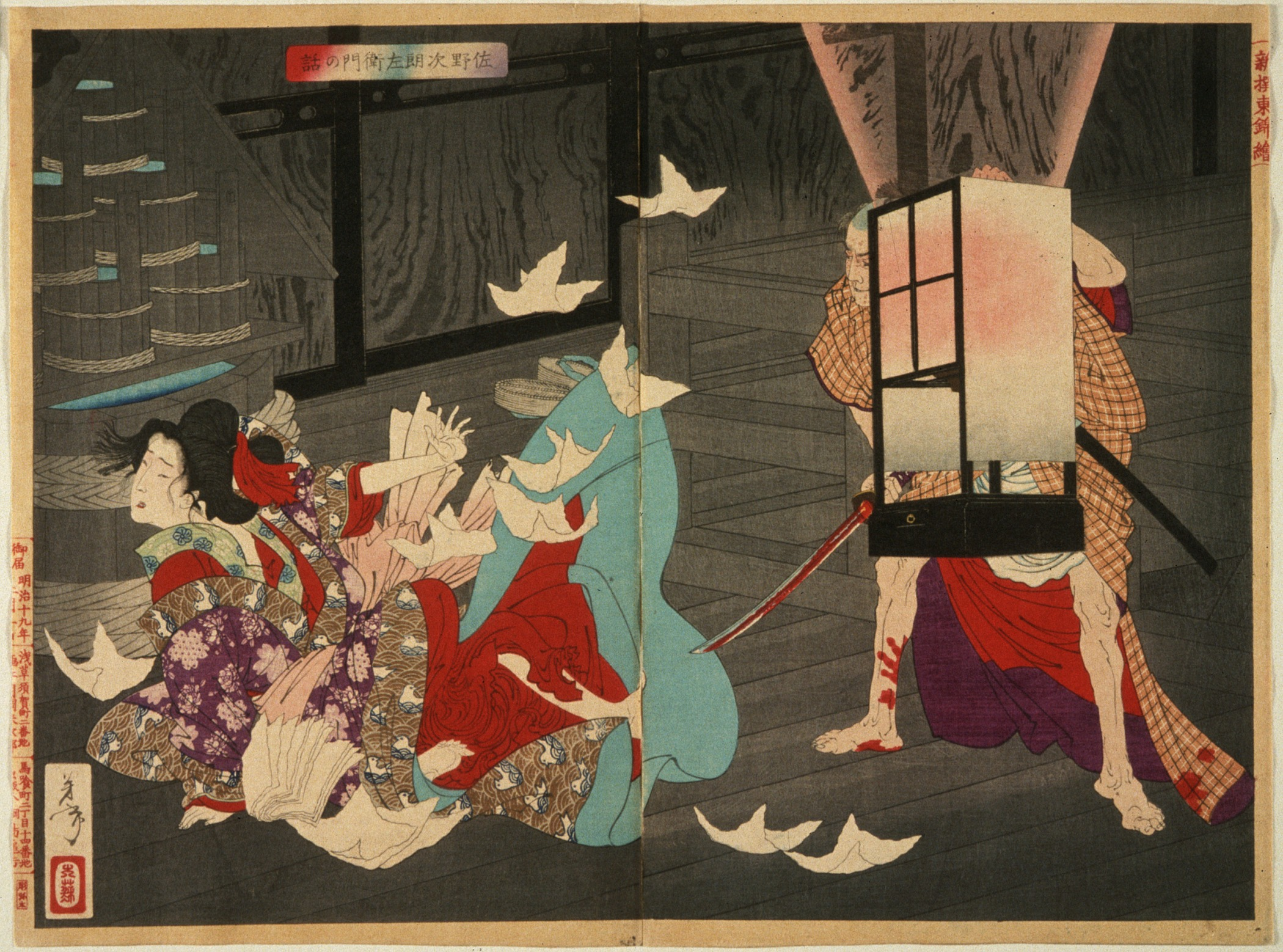
التسلية في مهاجمة البشر

تسوجيغيري 辻斬 لفظ ياباني ووصف يطلق على من يقوم بعد حصوله على سيف جديد أو تعلمه لطريقة قتالية جديدة بتجربة مدى فعاليتها عن طريق مهاجمة غيره من البشر.
في البداية كانت هذه الظاهرة عبارة عن تبارز بين مقاتلي البوشي. لكن في حقبة حكم الإيدو حيث دخلت قواعد البوشي في طي النسيان تزايدت عمليات مهاجمة القروين والعزل لمجرد التسلية وبلغت هذه الظاهرة ذروتها في القرن الثامن عشر.